# フィオレラ・ボニセジ
フィオレラ・ボニセジ（Fiorella Bonicelli, 1951年12月21日 - ）は、ウルグアイの元女子プロテニス選手。ペルーのリマに生まれる。全仏オープンで1975年の混合ダブルス部門、1976年の女子ダブルス部門に優勝し、当地のテニス選手として最初の4大大会優勝者になった選手である。WTAツアー大会では、シングルスの優勝はなかったが（準優勝2度）、ダブルスで1976年全仏オープンを含む2勝を挙げた。

## 来歴
ボニセジはペルーの首都リマで生まれたが、人生の大半をウルグアイの首都モンテビデオで過ごしてきた。9歳からテニスを始め、1968年からウルグアイの第一人者になる。1972年、ウルグアイは女子テニス国別対抗戦「フェデレーション・カップ」に初参加を果たし、ボニセジは当地のエースとして活躍し始める。フェデレーション杯初参加から3年後の1975年、ボニセジは全仏オープンの混合ダブルスでトーマス・コッホ（ブラジル）とペアを組み、決勝でハイメ・フィヨル（チリ）＆パム・ティーガーデン（アメリカ）組を 6-4, 7-6 で破って初優勝を果たした。
翌1976年、ボニセジは全仏オープンで女子ダブルス優勝を達成した。パートナーは地元フランスのゲイル・シェリフと組み、キャスリーン・ハーター（アメリカ）＆ヘルガ・マストホフ（西ドイツ）組を 6-4, 1-6, 6-3 で破った。こうしてボニセジは、全仏オープンで2つのタイトルを獲得し、ウルグアイのテニス選手として最初の4大大会優勝者になった。
シングルスでのボニセジは、1978年全仏オープンのベスト8進出が自己最高成績である。ウィンブルドンでは1974年、全米オープンでは1972年と1977年の2度3回戦進出があった。1978年ウィンブルドンの1回戦でフランソワーズ・デュールに敗れた試合を最後に、ボニセジは26歳でテニス界の第一線から退いた。それから8年後の1986年、もう1度フェデレーションカップに参加したことがある。
フィオレラ・ボニセジの1976年全仏女子ダブルス優勝から32年後、2008年全仏オープンでパブロ・クエバスが男子ダブルス優勝者になり、ウルグアイの男子テニス選手として初めてのグランドスラム・タイトルを獲得した。